# Gumtäkt gård
Gumtäkt gård (finska: Kumpulan kartano) är en herrgård i Gumtäkt, Helsingfors i Finland. Gårdens huvudbyggnad uppfördes omkring 1841. 
Gumtäkt gård avgränsas i väster av Backasgatan, namngivet efter torpet Backas, och i öster av Gustav Vasas väg. Där Gustav Vasas väg tar vid från Tavastvägen kan man ännu se två av stadens gamla portstolpar. Dessa visar den ursprungliga stadsgränsen.
På Gumtäkts ängar brukar studenterna på Floradagen den 13 maj hälsa våren välkommen med en majfest. Här höll också Fredrik Cygnaeus sitt berömda tal till fosterlandet och J. L. Runbergs dikt Vårt land sjöngs där den första gången som Finlands nationalsång.
År 1987 byggde Helsingfors universitet en ny botanisk trädgård för att tjäna botanisk forskning och undervisning vid herrgården.

## Namn
Inledningsvis användes enbart det svenskspråkiga namnet Gumtäkt, Gumtäckt eller Gumteckt på herrgården, vilket också var namnet på byn som den ligger i. Senare fick den det finskspråkiga namnet Gumtähti eller Kumtähti. Idag är det etablerade svenska namnet Gumtäkt och från och med 1928 har herrgården kallats Kumpula på finska.

## Historia
Gården som idag kallas Gumtäkt blev en herrgård år 1498, då Kerstin Pedersdotter fick frälse för gården hon ärvt efter sin man Olof Lydiksson. 
I Helsingfors stads första privilegiebrev 1569 nämns sex hemman i Gumtäkt som donerats till staden. Ett hemman förblev genom århundradena i enskild ägo. Hemmanet kallades Vikbergs säteri jämte en del av Kottby, senare Gumtäkt gård.

### Gårdsbibliotek
Ett av de mest omfattande biblioteken i Helsingfors stad under 1700-talets första  hälft har synbarligen stått på Gumtäkt gård invid Gammelstaden. Detta är det område där Helsingfors universitet senare uppfört anläggningar för naturvetenskapsstudenter. 
Biblioteket med 916 band hade hopbragts av stadens kyrkoherde, prosten Johan Forsskåhl som ägde Gumtäkt allodialfrälsesäteri under  1730-talet. Då värderades godset till 5 000 riksdaler och biblioteket till 4 470 daler.

### Ägarna
Under 1400-talet ägdes Gumtäkt gård bland annat av Olof Lydikssons änka Kerstin Pedersdotter, herr Sigfred och Sigfreds hustru Lucia som sålde jord åt Per Clemetsson.
Under senare hälften av 1500-talet och början av 1600-talet ägdes Gumtäkt gård av medlemmar av ätten Tawast. Därefter ägdes  godset av Helsingfors tullinspektör Augustin Larsson och hans arvingar. Larsson blev adlad Svanström. På 1700-talet ägdes gården av Samuel Enehielm, Jakob Johan Tesche och Johan Sederholm ägare. Sederholms släktingar innehade gården till 1840.
Gumtäkt gårds sista privata ägare var friherre Herman Standertskjöld-Nordenstam. Han ägde gården 1885–1893, en tid då bostadstomter arrenderades ut på ett område som fick namnet Hermanstad. Därefter inköpte Helsingfors stad egendomen. År 1905–1960 hyrdes herrgården ut till medicinalstyrelsen för att fungera som ett tilläggssjukhus för veneriska sjukdomar.  Innan herrgården övergick till statlig ägo hann dessutom en folkskola vara inhyrd där åren  1962–1977.

### Albert Edelfelt på Gumtäkt
Nämnvärt är att Albert Edelfelt och hans hustru Ellan de la Chapelle bodde på Gumtäkt gård några månader vid årsskiftet 1888-1889. Där föddes deras son Erik Edelfelt.

## Arkitektur
Man anser att Gumtäkt gårds huvudbyggnad var uppfört på 1840-talet under statsrådet Johan Gabriel von Bonsdorffs tid. Takhöjden är högre på övervåningen än nedervåningen. Mittrisaliten har rundbågsfönster flankerade av pilastrar, vilka markerar den ursprungliga paradingången. Källaren vid huvudporten härstammar från 1800-talets slut och jordkällarna under trädgården för medicinalväxter är i sin tur troligtvis 100 år äldre.